# 57-mm-Flugabwehrkanone S-60
Die 57-mm-Flugabwehrkanone S-60 ist eine sowjetische Flugabwehrkanone im Kaliber 57 mm, deren Entwicklung im Zweiten Weltkrieg in der Sowjetunion begann und die einige Jahre nach dem Krieg eingeführt wurde. Die sowjetische Bezeichnung lautet Автоматическая зенитная пушка С-60, abgekürzt АЗП, und bedeutet automatische Flugabwehrkanone S-60. Mit S-60 wird auch der Flak-Komplex bezeichnet, der aus der eigentlichen Kanone, Geräten zur Feuerleitung und zusätzlicher Ausrüstung besteht.
Die Waffe fand eine weite Verbreitung in den Mitgliedsstaaten des Warschauer Vertrages sowie Ländern der Dritten Welt und befindet sich teilweise noch heute im Einsatz. Die Waffe wurde in Polen und China in Lizenz hergestellt.

## Entwicklung
Der Konstrukteur Wassili Gawrilowitsch Grabin begann 1944 im Zentralen Konstruktionsbüro der Artillerie (ЦАКБ) NII-58 unter der Leitung von Lew Loktew (Лев Локтев) die Entwicklung einer Flugabwehrkanone des Kalibers 57 mm auf der Grundlage theoretischer Vorarbeiten von Michael Loginow (Михаил Николаевич Логинов). Das Geschütz sollte die vorhandenen 37-mm-Flak M1939 ablösen.
Die Erprobung eines Versuchsmusters fand 1946 auf dem Übungsplatz Dongusk (Донгузский полигон) statt. Nach der Beseitigung der aufgetretenen Mängel wurde die Waffe als 57-мм зенитная автоматическая пушка С-60 1950 in die Bewaffnung der Sowjetarmee übernommen. Im gleichen Jahr begann auch die Serienproduktion. Nach Meinung westlicher Geheimdienstkreise beruhte die Entwicklung auf der deutschen Flak 5,5 cm Gerät 58. Von der Sowjetarmee während der Schlacht von Stalingrad erbeutete deutsche 5-cm-Flak 41 sollen die Konstruktion ebenfalls beeinflusst haben.

## Technische Beschreibung

### Geschütz

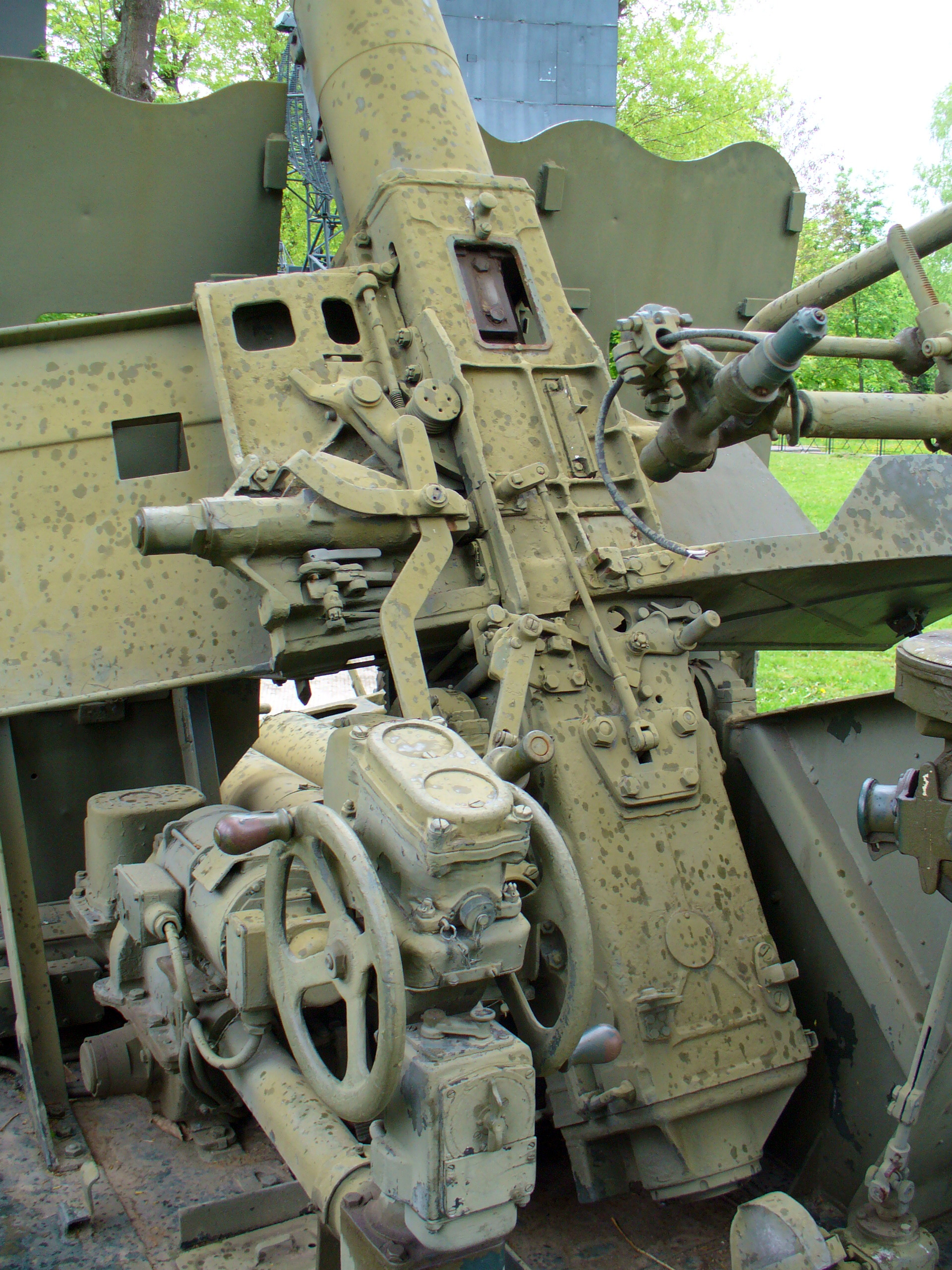
Richtantriebe und Verschluss

Das Geschütz war weitgehend konventionell aufgebaut. Es besaß ein einteiliges Rohr, unterhalb des Rohres angeordnete hydraulische Rohrbremsen und Federausgleicher sowie einen Masseverschluss. Die Munitionszuführung erfolgte über Ladestreifen, die vier Granatpatronen aufnahmen. Damit konnte die Zeit für das Nachladen auf vier bis acht Sekunden verringert werden. Das Spannen, die Patronenzufuhr, das Verriegeln des Verschlusses, die Schussauslösung und der Hülsenauswurf wurden durch eine Ladeautomatik gesteuert. Das Richten des Geschützes konnte manuell oder durch elektrische Richtantriebe erfolgen.

### Visier
Für den Kampf gegen Luftziele wurde das Reflexvisier AZP-57 genutzt, das eine Bekämpfung bis zu einer (theoretischen) Entfernung von 5,5 km ermöglichte. Beim Kampf gegen Erdziele kam ein Teleskopfernrohr zum Einsatz.

### Lafette

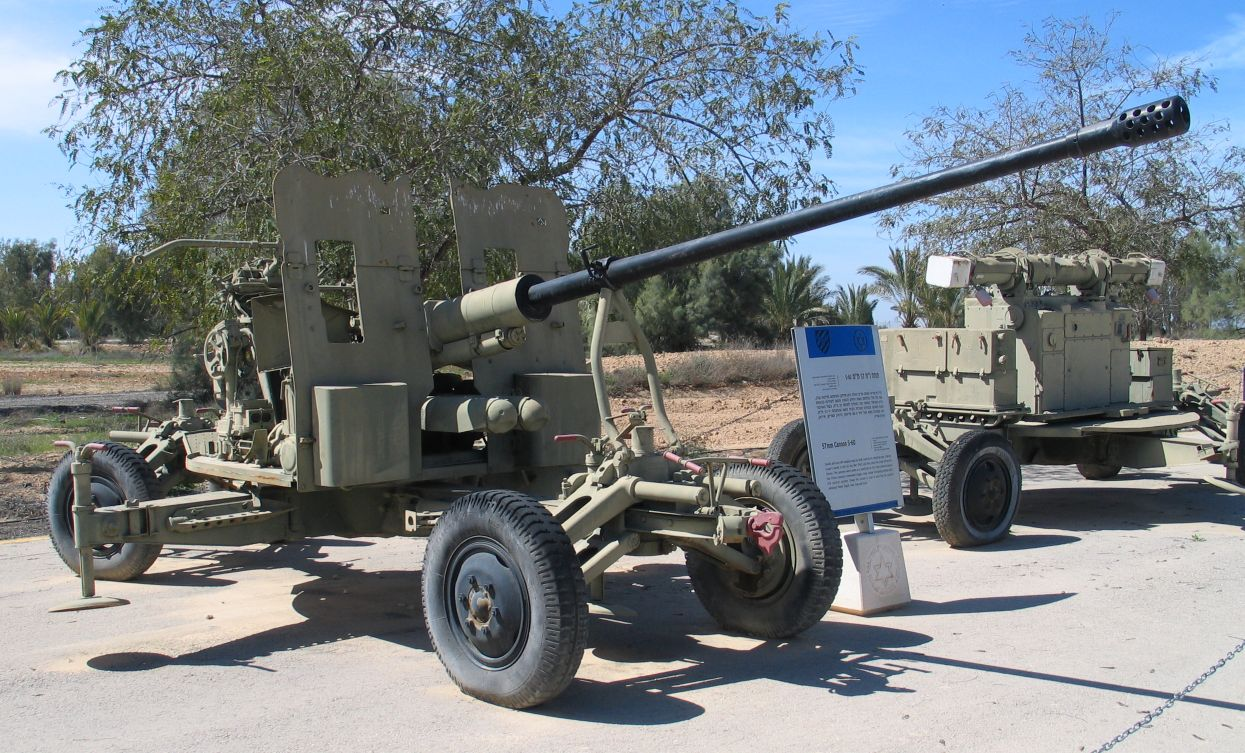
S-60 in Marschlage, die seitlichen Holme der Lafette sind jedoch bereits ausgeschwenkt, rechts im Hintergrund ein PUASO 6-60

Das Geschütz wurde auf eine vierrädrige, kreuzförmige Lafette gesetzt. Dies ermöglichte einen seitlichen Richtbereich von 360°. In Gefechtslage wurden die seitlichen Holme ausgeschwenkt, die Stützteller unter den Holmen manuell ausgefahren und die Räder vom Boden abgehoben, bis die Lafette waagerecht stand. Der Übergang von Marsch- in Gefechtslage dauerte eine Minute, von Gefechts- in Marschlage zwei Minuten. In Ausnahmefällen konnte auch direkt aus der Marschlage, also ohne Abklappen der Holme und Ausfahren der Stützteller, gefeuert werden, allerdings war die Trefferwahrscheinlichkeit geringer.
Die Räder der Lafette waren ausgeschäumt. Dies ergab bei einem akzeptablen Fahrverhalten eine hohe Beschusssicherheit. Bei der Lafettenkonstruktion wurde eine Achsschenkellenkung verwendet. Dadurch konnte die Unterlafette tief angeordnet werden, allerdings war das Fahrverhalten des gezogenen Geschützes bei hohen Geschwindigkeiten unbefriedigend.
Als Zugmaschinen kamen geländegängige Lastkraftwagen zum Einsatz. In der Sowjetarmee wurden Lkw des Herstellers Uralski Awtomobilny Sawod bzw. des Typs ZIL-131 genutzt, in der NVA Lkw G-5, später auch Lkw W-50. Bei schwierigen Geländebedingungen konnten auch Kettenzugmittel eingesetzt werden. Zulässig war eine Marschgeschwindigkeit von 60 km/h auf der Straße und 15 km/h im Gelände.
Ein fest mit der Oberlafette verbundener (und damit mitschwenkender) Schutzschild schützte die Bedienung gegen Splitterwirkung. Beim Kampf gegen Luftziele wurde der obere Teil des Schildes nach unten abgeklappt.

### Munition
Es wurden folgende Munitionsarten verwendet:
- Panzergranatpatronen mit Leuchtspursatz und Aufschlagzünder zum Kampf gegen Erdziele: UBR-281, UBR-281U, BR-281
- Splittergranaten mit Leuchtspursatz und Aufschlagzünder: UOR-281, UOR-281U, OR-281, OR-281U
- Manöverkartuschen: MK-281

Der Kampfsatz bestand aus 195 Splittergranaten und 5 Panzergranatpatronen.

### Feuerleitung

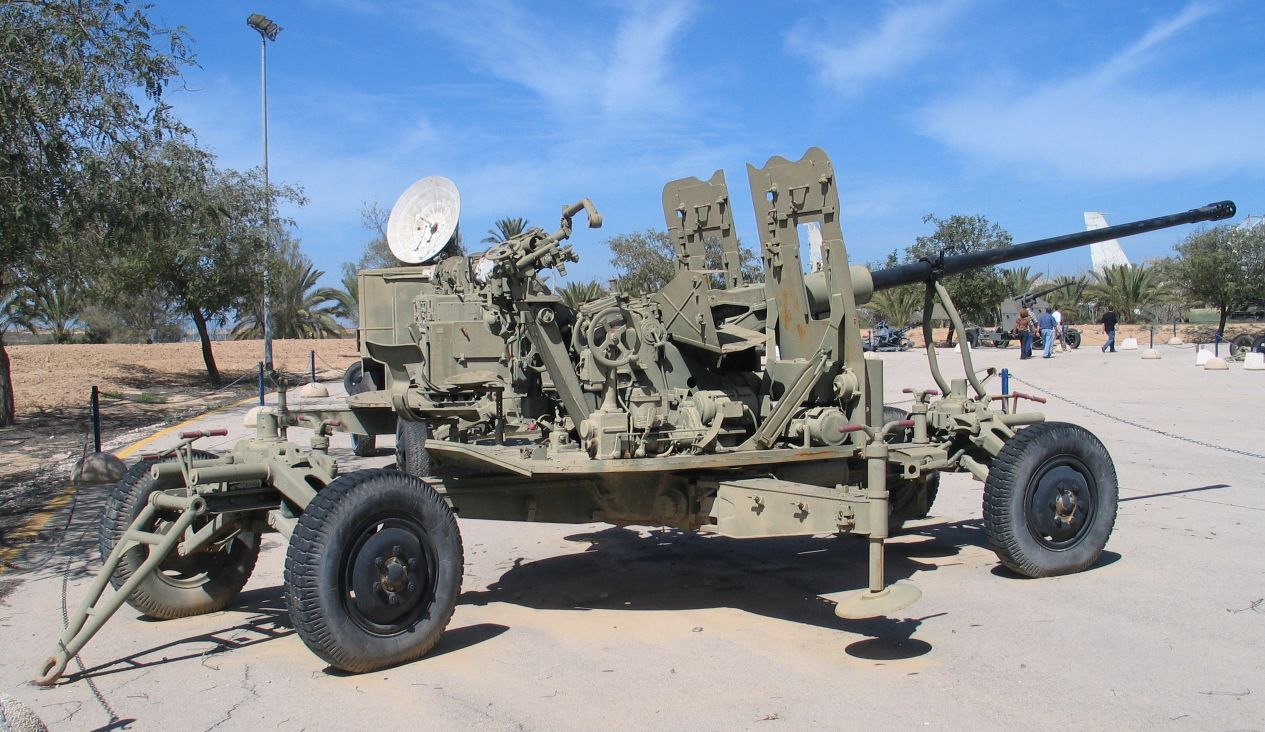
S-60 in Marschlage, im Hintergrund eine SON-9a

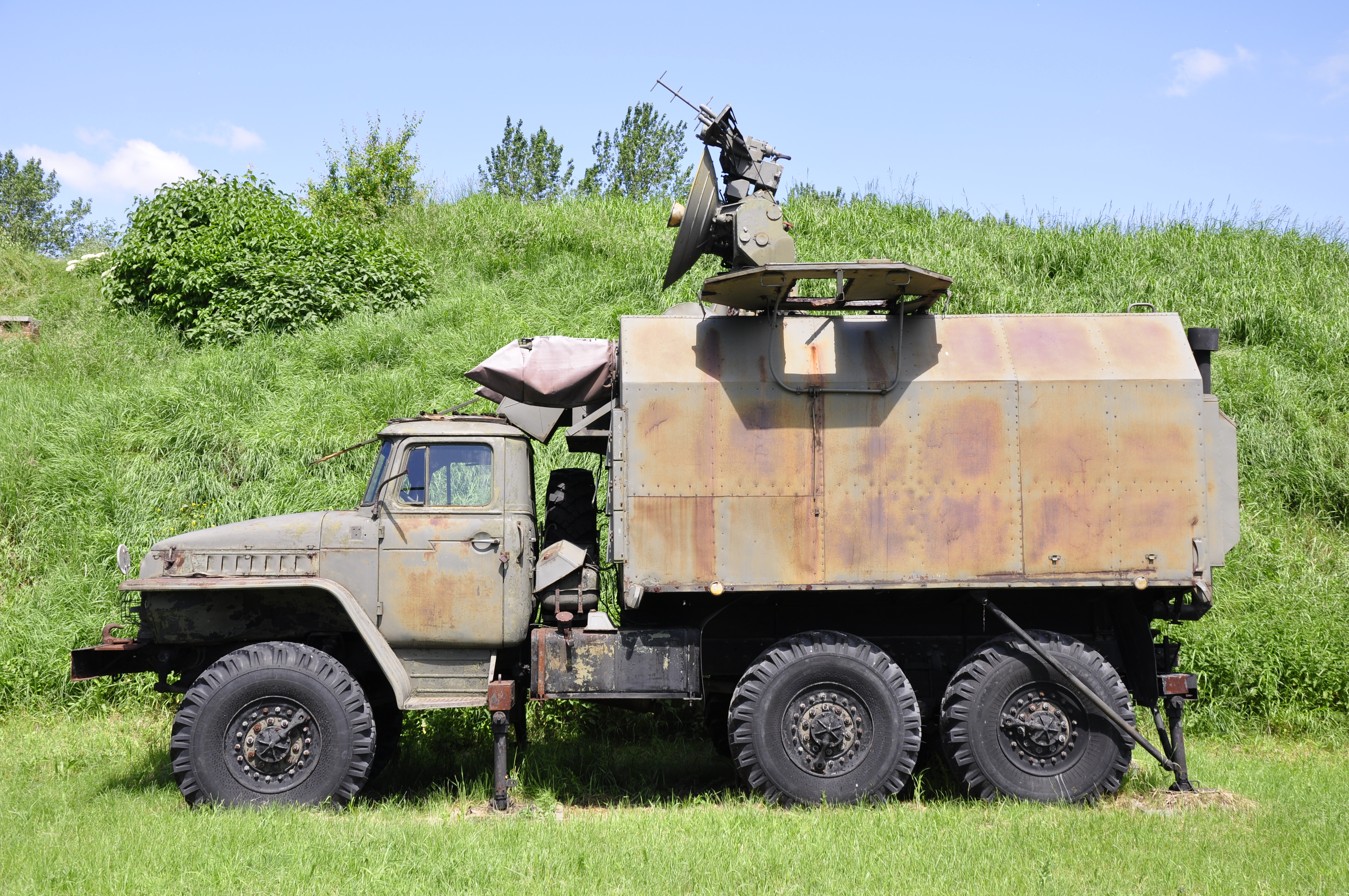
RPK-1 auf Lkw Ural-375D

Die S-60 war eines der ersten sowjetischen Fla-Geschütze, das mit einer automatisierten Feuerleitung eingesetzt werden konnte. Dabei kam zunächst ein Kommandogerät PUASO-5 bzw. PUASO 6-60, später die Geschützrichtstation SON-9 (Bezeichnung in der NVA: GRS-9) mit einem Kommandogerät und ab den 1960er-Jahren die Feuerleitstation RPK-1 (GRAU-Index 1RL35) zum Einsatz.
Das Kommandogerät ПУАЗО 6-60 (PUASO 6-60) (Прибор управления артиллерийским зенитным огнем, Bezeichnung in der NVA: G 6-60) diente zur optischen Zielaufklärung bzw. -begleitung. Dazu war eine 3-m-Basis D-49 vorhanden. Mit Hilfe des Kommandogerätes wurden die Winkel und Entfernung des Luftzieles ermittelt sowie der Vorhaltepunkt und die Werte für die Höhen- und Seitenrichtmaschine der Geschütze berechnet. Diese Werte wurden an die Geschütze übertragen, der Richtvorgang erfolgte automatisch. Die Besatzung der Geschütze war damit nur noch für das Nachladen und Abfeuern zuständig. Die Stromversorgung der elektrischen Richtantriebe erfolgte über ein Dieselaggregat SPO-30 in der Batterie. Für das Kommandogerät kam die gleiche Lafette wie bei der S-60 zum Einsatz. Die Richtgeschwindigkeit betrug nach der Seite 34°/s, nach der Höhe 40°/s.
Da die vorhandenen PUASO 6-60 ab Mitte der 1960er-Jahre größtenteils verschlissen waren, der Typ jedoch nicht mehr produziert wurde, wurden sie in der NVA ab 1964 teilweise durch den ungarischen Analogrechner E-2BD abgelöst. Prinzipiell war es für die gleichen Aufgaben wie das G 6-60 vorgesehen, jedoch war kein optischer Entfernungsmesser integriert. Daher mussten die bereits ausgesonderten optischen Entfernungsmesser (EM) DJA wieder in die Nutzung übernommen werden. Das E-2BD wurde außer in der DDR nur noch in Vietnam und Syrien verwendet.
Die Geschützrichtstation GRS-9 kam ab Beginn der 1960er-Jahre zum Einsatz. Durch das Radargerät erfolgte die Aufklärung des Luftraumes. Wurde ein Luftziel zur Bekämpfung erfasst, wurden Winkel und Entfernung des Luftziels im Folgebetrieb des Radargerätes ständig ermittelt und an das Kommandogerät weitergegeben, das wie oben beschrieben die Werte für die Richtantriebe der Geschütze ermittelte. Die Aufklärungsentfernung betrug 55 km, eine Zielbegleitung war bis maximal 35 km möglich. Funktional ersetzte das Radargerät die optischen Entfernungsmesser, da aus taktischen Gründen auf eine optische Zielaufklärung nicht verzichtet werden sollte, verblieben diese jedoch in der Truppe. Die Aufklärung konnte in verschiedenen Betriebsarten erfolgen. Dabei konnte entweder eine automatische Rundumsuche, eine automatische Suche in einem bestimmten Sektor oder eine manuelle Suche durchgeführt werden. Im Folgebetrieb waren eine automatische Winkelbegleitung sowie eine automatische bzw. manuelle Begleitung der Entfernung möglich. Die Störschutzmöglichkeiten waren eingeschränkt. Zum Schutz vor aktiven bzw. passiven Störungen konnte lediglich die Sendefrequenz automatisch bzw. manuell umgeschaltet werden, es standen vier Festfrequenzen zur Verfügung. Die Station befand sich auf einer zweiachsigen Lafette, als Zugmittel kamen Kettenschlepper des Typs ATS bzw. schwere Lkw zum Einsatz. Die Stromversorgung erfolgte durch ein Aggregat APG-15, das auf einem Lkw ZIL-151 transportiert wurde. Durch den Einsatz der Radarstation wurden die Gefechtsmöglichkeiten des Waffensystems entscheidend verbessert, allerdings verringerte die Vielzahl der einzelnen Bestandteile die taktische Beweglichkeit. Die Zeit für das Herstellen der Gefechts- bzw. Marschbereitschaft wurde durch das Radargerät bestimmt. Die Zeit zum Aufbau der Station betrug 18 min, die Einschaltzeit 3,5 min. Marschbereitschaft konnte in 9 min hergestellt werden. Die Marschgeschwindigkeit auf der Straße war auf 40 km/h beschränkt.
Bei der RPK-1 waren Aufklärungs- und Zielverfolgungsradar sowie der Analogrechner zur Ermittlung des Vorhaltes und der Richtwerte in der Station integriert. Die Aufklärungsreichweite lag im Bereich von 50 bis 58 km, eine automatische Zielbegleitung war bis 40 km möglich. Zusätzlich verfügte die Station über ein Fernsehvisier, das eine Zielbegleitung bei Tag und klarer Sicht ohne Radarabstrahlung ermöglicht. Ein System zur Selektion beweglicher Ziele (SBZ) erhöhte den Schutz gegen passive Radarstörungen, weitere elektronische Maßnahmen verbesserten den Störschutz gegenüber dem Vorgänger insgesamt. Zusätzliche Parameter, wie beispielsweise die Temperatur der Treibladung, konnten manuell in das Rechengerät eingegeben werden und flossen in die Berechnung des Vorhaltes ein. Damit wurde die Genauigkeit des Waffensystems verbessert. Ein Freund-Feind-Kennungssystem war ebenfalls vorhanden, Stromversorgung und ein Trainer in den Aufbau integriert. Die Ermittlung der Zieldaten und das Richten der Geschütze erfolgten wie oben beschrieben. Die gesamte Station befand sich in einem Kofferaufbau, der auf einen Lkw Ural-375D gesetzt wurde. Die Aufbauzeit lag bei 9 min, die Einschaltzeit bei 3 min, die Marschgeschwindigkeit war genauso hoch wie die der Geschütze. Alternativ konnte statt des Radargerätes ein Flakfernrohr an das Rechengerät angeschlossen werden.
Mit der RPK-1 waren folgende Einsatzverfahren möglich:
- Zielzuweisung nach Winkeln und Entfernung durch das Radargerät
- Zielzuweisung nach Seitenwinkel und Höhenwinkel durch das Fernsehvisier, mathematische Ermittlung der Entfernung
- Zielzuweisung nach Seitenwinkel und Höhenwinkel durch das Fernsehvisier, Ermittlung der Entfernung durch das Radargerät
- Kopplung des Flakfernrohrs (TSK) mit der Zielbegleitantenne.

Grundsätzlich konnte das Geschütz natürlich auch ohne automatisierte Feuerleitung, nur unter Verwendung des Reflexvisier AZP-57, eingesetzt werden. Vorteile waren die Unempfindlichkeit gegen Radarstörungen, die Unabhängigkeit von anderen Bestandteilen des Komplexes und das schnellere Herstellen der Gefechtsbereitschaft, Nachteile die verringerte Bekämpfungsreichweite und Genauigkeit, da Winkel, Entfernung und Geschwindigkeit des Luftziels manuell ermittelt werden mussten.

## Varianten

### AK-725
Die AK-725 ist die Marineversion der S-60 und wurde ab 1958 eingeführt. Rohr und Ladeautomat wurden beibehalten, die übrigen Komponenten für den Einsatz auf See angepasst. Auf frühen sowjetischen Zerstörertypen kam die Waffe als Einzelwaffe, Zwilling und Vierling zum Einsatz.

### ZIF-72
Die ZIF-72 ist eine ab Mitte der 1970er-Jahre eingeführte vollautomatische Marineversion, die auch nach Indien exportiert wurde.

### ZSU-57-2

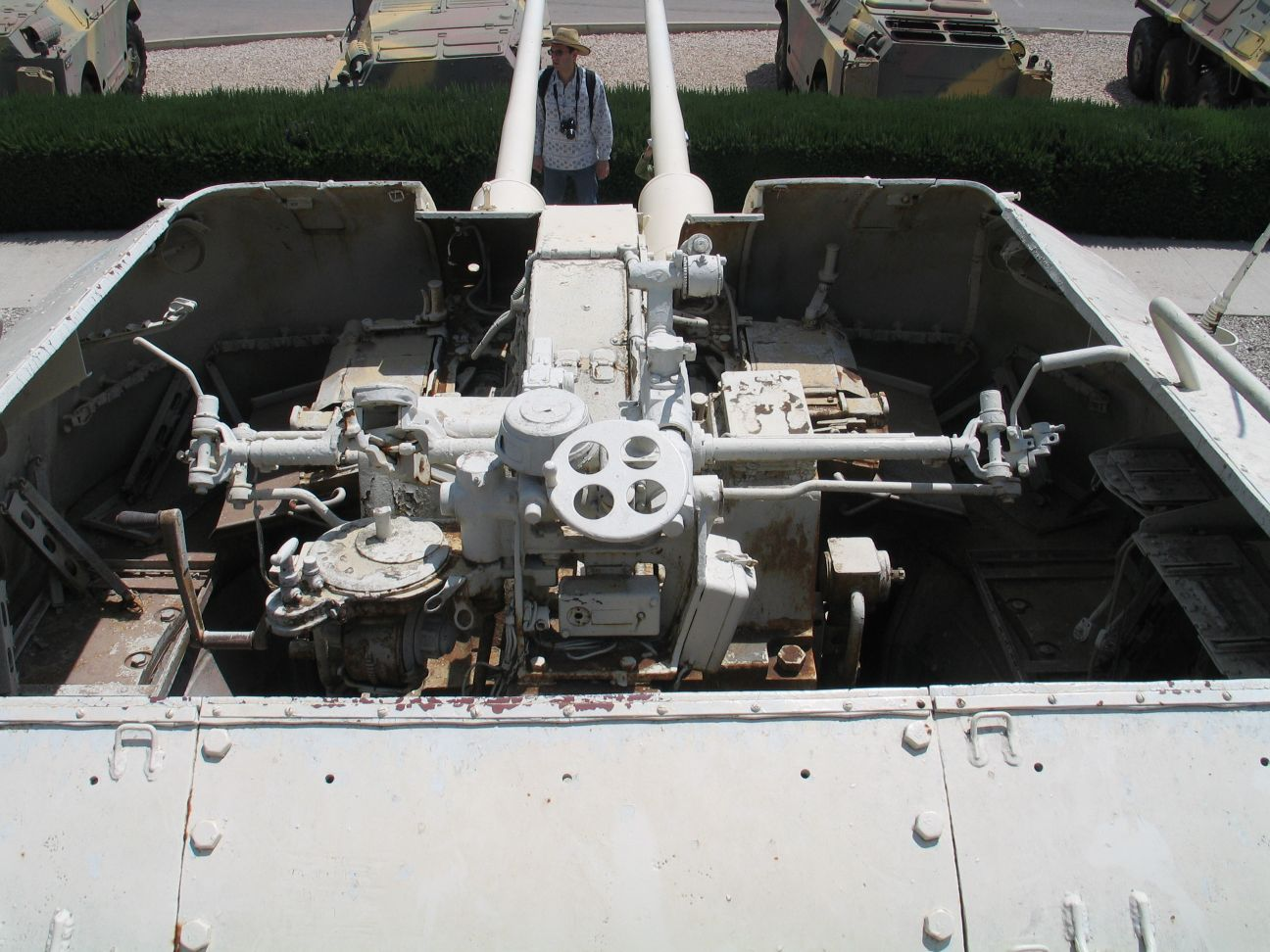
Detailansicht der S-68-Kanonen einer ZSU-57-2

Die ZSU-57-2 (ЗСУ-57-2) ist eine 1950 eingeführte und auf ein modifiziertes Fahrgestell des Kampfpanzers T-54 gesetzte Zwillingsversion. Die konstruktiv veränderte Waffe wurde als S-68 bezeichnet. Die taktische Beweglichkeit wurde deutlich verbessert, Reichweite und Genauigkeit aufgrund des Fehlens elektronischer Aufklärungsmittel deutlich verringert. Ein parallel entwickelter Zwilling auf gezogener Zweiachslafette wurde nicht eingeführt. Zeitweise kamen ZSU-57-2 und S-60 gemischt in den Flak-Regimentern bzw. Flak-Abteilungen zum Einsatz.

### Typ 59

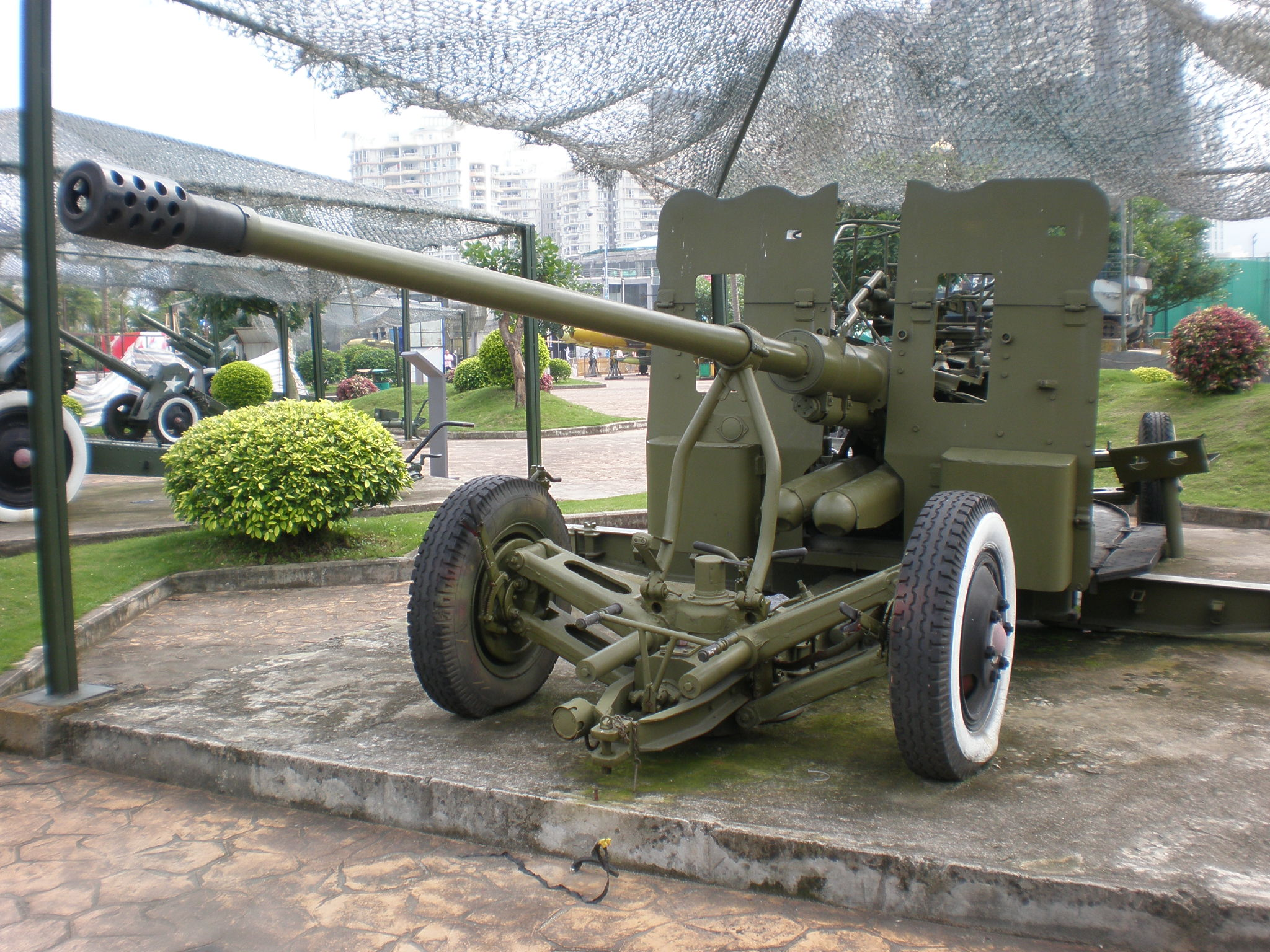
Chinesische Typ 59 in Gefechtslage, Rohr jedoch noch gezurrt

Typ 59 bezeichnet die chinesische Version der S-60.

### Typ 80
Typ 80 bezeichnet die chinesische Version der ZSU-57-2.

### S-60 „Umbrella“
Bei dieser Variante handelt es sich um den Versuch der Modernisierung des gesamten Waffensystems durch die polnische Firma RADWAR SA. Die Geschütze bleiben weitgehend unverändert, der Feuerleitkomplex (SON-9a bzw. RPK-1) wird jedoch ersetzt. Dabei wird auf aktive Radaraufklärung verzichtet, zum Einsatz kommen verschiedene passive Infrarot- und TV-Systeme. Die Berechnung erfolgt digital; das erfordert auch eine Umrüstung der Empfänger der Richtantriebe der Geschütze. Eine Zielbegleitung ist nur noch bis zu einer Entfernung von zehn Kilometern möglich, allerdings sind Störschutz, Genauigkeit, Verfügbarkeit und Aufklärbarkeit des Waffensystems verbessert worden. Über Einführung oder Export des Systems sind derzeit (2009) keine weiteren Angaben verfügbar.

## Einsatz
Die Sowjetunion exportierte die Waffe in alle Mitgliedsstaaten des Warschauer Pakts, in viele Staaten der Dritten Welt sowie nach Finnland. Die zahlenmäßig größte Anzahl von Geschützen dieses Typs kam in Ägypten, Kuba, der Tschechoslowakei, Indonesien und der DDR zum Einsatz.

### Einsatzgrundsätze
Die S-60 wurde im Regelfall geschlossen in einer Batterie eingesetzt, die typischerweise sechs Geschütze umfasste. Die Batterie war Bestandteil eines Flak-Regimentes oder einer Flak-Abteilung. Ein Flak-Regiment bestand aus vier bis sechs Batterien, eine Flak-Abteilung aus drei Batterien. Aufgabe des Regimentes war der Schutz von Panzer- und motorisierten Schützeneinheiten während des Angriffs, der Verteidigung und des Marsches. Im Einsatz wurden die Fla-Batterien durch das Regiment zentral geführt. Durch die Einschränkungen des Feuerleitkomplexes bedingt, konnte je Batterie nur ein Luftziel gleichzeitig bekämpft werden. Im Bereich einer unterstützten Division konnten damit vier bis sechs Luftziele durch die S-60 zum gleichen Zeitpunkt bekämpft werden. Daher war die Unterstützung durch andere Flugabwehrmittel und im Regelfall die Bildung von Schwerpunkten erforderlich. Ein Schießen aus der Bewegung war nicht möglich. Im Regelfall wurden Feuerstellungen bezogen, ein Schießen aus dem kurzen Halt war jedoch ebenfalls möglich; dann allerdings ohne automatisierte Feuerleitung. Dies erschwerte die Flugabwehr im beweglichen Gefecht.
Finanzielle und sonstige Rahmenbedingungen führten jedoch insbesondere in den Staaten der Dritten Welt zu anderen Gliederungen und veränderten Einsatzgrundsätzen.
Die geringe Anzahl der gleichzeitig zu bekämpfenden Flugzeuge, die relativ geringe Beweglichkeit sowie Reichweite und Schusshöhe entsprachen ab Mitte der 1960er-Jahre nicht mehr den gestiegenen Anforderungen. Die S-60 wurde daher ab Ende der 1960er-Jahre aus der Bewaffnung herausgelöst und durch Fla-Raketenkomplexe wie die 2K12 Kub oder 9K33 Osa ersetzt.

### Kriegseinsatz
Erstmals wurde die S-60 während des Koreakrieges auf Seiten der Truppen der Koreanischen Volksarmee bzw. der chinesischen Volksfreiwilligenverbände eingesetzt. Dabei traten zunächst Probleme mit dem Ladeautomaten auf. Teilweise kam während dieses Krieges die S-60 bereits mit Radargeräten zum Einsatz, deren Typ jedoch bislang nicht genau bestimmt werden konnte. Die Fla-Artillerie, die mit Masse aus S-60 bestand, erzielte rund fünf Sechstel aller Abschüsse während des Krieges.
Eingesetzt wurde die Waffe auch während des Vietnamkrieges durch Einheiten der Nordvietnamesischen Armee. Da großräumige Bewegungen von geschlossenen Panzer- und mechanisierten Verbänden in diesem Krieg eher die Ausnahme waren, wurde die Waffe vorrangig im Objektschutz eingesetzt. Die S-60 war das Hauptelement der nordvietnamesischen Luftverteidigung für geringe Höhen und erwies sich besonders im Höhenbereich von 500 bis 1500 m als effektiv.
Auf dem amerikanischen Kontinent wurde die Waffe erstmals 1961 auf Seiten Kubas bei der Abwehr der Invasion in der Schweinebucht zum Einsatz gebracht, Abschüsse sind jedoch nicht überliefert.
Im Nahen Osten setzten die Armeen Syriens und Ägyptens das Waffensystem erstmals 1967 im Sechstagekrieg ein. Obwohl teilweise durchaus erfolgreich eingesetzt, verhinderten mangelhafte Aufklärung und Führung durchschlagende Erfolge. Im Jom-Kippur-Krieg wurde das Waffensystem von ägyptischen und syrischen Truppen ebenfalls noch genutzt, obwohl bereits mobile Flugabwehrraketensysteme wie die 2K12 Kub verfügbar waren.
Weitere Einsätze erfolgten während des Bürgerkrieges in Angola und der darauffolgenden Auseinandersetzungen, des Ersten Golfkrieges auf Seiten des Iraks und des Irans, der kriegerischen Auseinandersetzungen auf dem Balkan nach dem Zerfall Jugoslawiens und des Zweiten Golfkrieges bzw. Dritten Golfkrieges auf irakischer Seite. Da zur Fliegerabwehr mobiler Verbände bereits Fla-Raketensysteme in ausreichender Anzahl eingesetzt werden konnten, erfolgte der Einsatz vorrangig zum Schutz von Divisionsgefechtsständen und Artilleriestellungen. Sowjetischen Einsatzgrundsätzen völlig widersprechend, wurden die irakischen S-60 dabei teilweise im offenen Gelände aus festen Feuerstellungen eingesetzt. Dennoch, und obwohl das Waffensystem bereits veraltet war, werden der S-60 in verschiedenen Quellen Abschüsse amerikanischer und britischer Flugzeuge während des Zweiten Golfkrieges zugeschrieben.
Auch während des russischen Angriffskrieges gegen die Ukraine kam die S-60 auf ukrainischer Seite zum Einsatz, etwa bei den Kämpfen um Bachmut. Die auf Lastwagen aufmontierten Geschütze wurden dabei zumeist zur Bekämpfung von Bodenzielen herangezogen.

### Einsatzländer

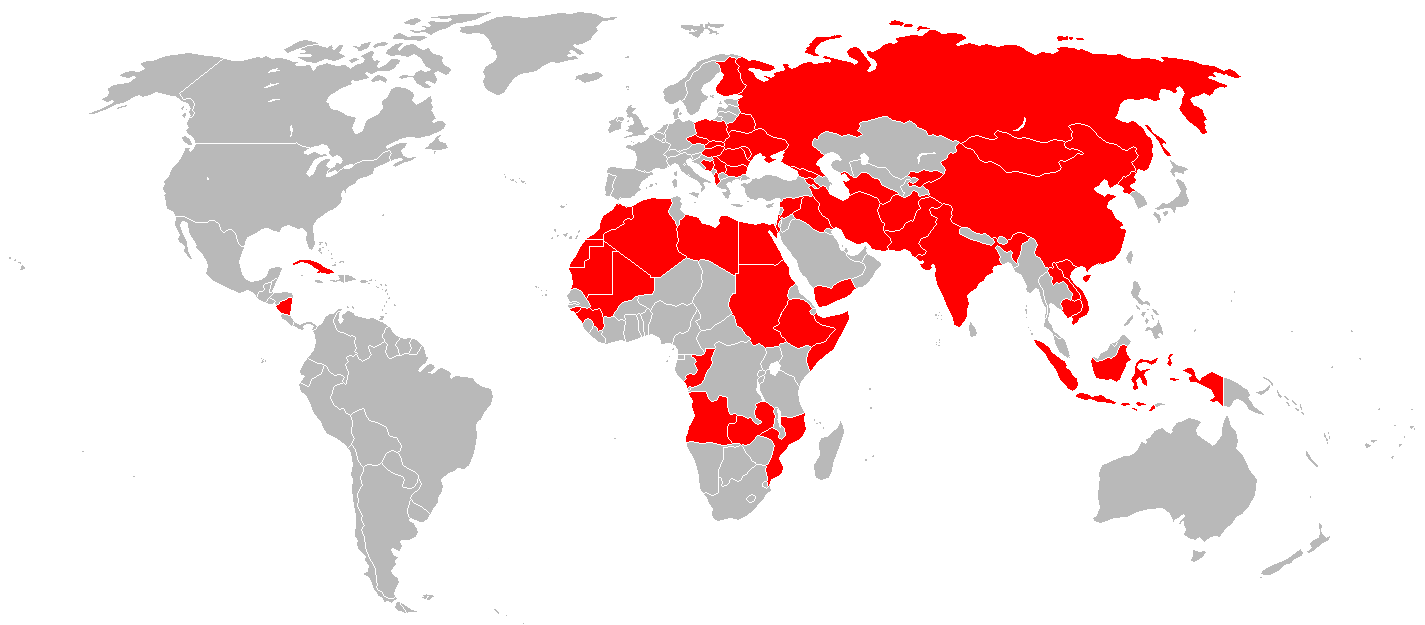
Einsatzländer der S-60 (rot)

Das Waffensystem wurde von der Sowjetunion bzw. China in folgende Staaten exportiert:
- Afghanistan: unbekannte Anzahl noch in Nutzung
- Albanien: unbekannte Anzahl noch in Nutzung
- Algerien:70, 2007 noch in Nutzung
- Angola: unbekannte Anzahl noch in Nutzung
- Armenien: unbekannte Anzahl aus Beständen der Sowjetarmee
- Bosnien und Herzegowina: unbekannte Anzahl noch in Nutzung
- Bulgarien: unbekannte Anzahl noch in Nutzung
- Belarus: unbekannte Anzahl aus Beständen der Sowjetarmee noch in Nutzung
- Kambodscha
- Volksrepublik China
- Republik Kongo
- Kuba: ca. 400 Stück geliefert, unbekannte Anzahl noch in Nutzung
- Tschechoslowakei: 575 Stück, auf die Nachfolgestaaten aufgeteilt
- Deutsche Demokratische Republik
- Ägypten: 600 Stück noch im Bestand[12]
- Äthiopien: unbekannte Anzahl noch in Nutzung
- Finnland: 12
- Georgien: 60 aus Beständen der ehemaligen Sowjetarmee
- Guinea: 12 chinesische Type-59 2007 noch in Nutzung
- Guinea-Bissau: 10 2007 noch in Nutzung
- Ungarn: 186 Stück (43 derzeit noch in Reserve eingelagert)
- Indien
- Indonesien: 256 im Heer, unbekannte Anzahl bei der Marine-Infanterie
- Iran: unbekannte Anzahl noch in Nutzung
- Irak
- Israel:
- Kirgisistan: 24 aus Beständen der ehemaligen Sowjetarmee
- Laos: unbekannte Anzahl noch in Nutzung
- Libyen: 90, unbekannte Anzahl noch in Nutzung
- Mali: 6 2007 noch in Nutzung
- Marokko
- Mauretanien: 12 2007 noch in Nutzung
- Moldau: 12 aus Beständen der ehemaligen Sowjetarmee
- Mosambik: 60 in Nutzung, 30 eingelagert (2007)
- Mongolei: unbekannte Anzahl noch in Nutzung
- Nicaragua
- Nordkorea: unbekannte Anzahl noch in Nutzung
- Pakistan: 144 Type-59[13]
- Polen: 500, davon sollen 2007 noch 224 im aktiven Dienst gewesen sein[14]
- Rumänien
- Russland aus Beständen der ehemaligen Sowjetarmee
- Somalia
- Sowjetunion: Aufteilung auf die Nachfolgestaaten
- Sudan: sowohl sowjetische S-60 als auch chinesische Typ 59
- Slowakei: aus Beständen der tschechoslowakischen Armee
- Syrien: 675, davon 600 im Jahr 2007 noch im Bestand[15]
- Thailand:6, weitere 18 nicht einsatzbereit[16]
- Turkmenistan: 22 aus Beständen der ehemaligen Sowjetarmee
- Ukraine: 400 aus Beständen der ehemaligen Sowjetarmee
- Vietnam: unbekannte Anzahl noch in Nutzung
- Jemen: 120 Stück
- Jugoslawien: Aufteilung auf die Nachfolgestaaten
- Sambia: ca. 30

Weiterhin soll Bangladesch über eine unbekannte Anzahl chinesischer Typ 59 verfügen. Das Vorhandensein in weiteren hier nicht aufgeführten Staaten kann nicht ausgeschlossen werden. Teilweise befindet sich das Waffensystem in diesen Staaten noch im aktiven Einsatz, teilweise sind sie in der Reserve eingelagert.

#### DDR
Bei der Nationalen Volksarmee kam die S-60 bei der Truppenluftabwehr sowie anfänglich der Luftverteidigung zum Einsatz. Der Einsatz bei den Fla-Regimentern der Militärbezirke und der Luftverteidigung entsprach eigentlich nicht den sowjetischen Einsatzgrundsätzen und war mehr durch das Fehlen schwerer Fla-Artillerie begründet. Ab 1961 gaben die Fla-Regimenter der Luftverteidigung ihre 57- und 100-mm-Flak ab und wurden zu Flugabwehrraketenregimentern umstrukturiert, die Panzer- und mot. Schützen-Divisionen behielten die mit der S-60 ausgerüsteten Fla-Regimenter jedoch zunächst bei. Ab Anfang der 1970er-Jahre begann mit der Einführung des Flugabwehrraketensystems 2K12 Kub auch dort die Umstrukturierung der Regimenter zu Flugabwehrraketenregimentern. Die S-60 wurden ab diesem Zeitpunkt für die Fla-Regimenter der Mobilmachungsdivisionen eingelagert. Mit dem Beginn der Umrüstung der FlaRak-Regimenter der mot. Schützen-Divisionen auf 9K33 Osa kamen die 2K12 in den Bestand der Mobilmachungsdivisionen und verdrängten dort teilweise die S-60, die nun auch an die Kampfgruppen übergeben wurden.
Insgesamt waren bei der NVA mehr als 250 Geschütze zum Einsatz. Diese hohe Zahl entsprach jedoch nicht den Sollvorgaben, 1961 fehlten 240 Geschütze (entspricht 40 Batterien) zum strukturmäßigen Soll.

#### Finnland
Finnland bezog aus der Sowjetunion zwölf Exemplare, die als 57 ItK60 bezeichnet wurden und sich 1999 noch im aktiven Dienst befunden haben sollen.

#### Israel
Israel nutzte zeitweilig im Sechstagekrieg und Jom-Kippur-Krieg erbeutete ägyptische und syrische Waffen.